# Ezio Motta
Ezio Motta (Monza, 22 maggio 1931 – Monza, 3 giugno 2021) è stato un arbitro di calcio italiano.

## Carriera
Iscritto alla sezione di Monza, ha iniziato ad arbitrare in Serie C nel 1961.
Ha esordito in Serie B a Venezia il 20 settembre 1964 dirigendo Venezia-Parma (1-1). Nel campionato cadetto ha arbitrato complessivamente 95 incontri.
Nella massima serie ha diretto per la prima volta a Napoli il 5 settembre 1965 arbitrando Napoli-Spal (4-2), In Serie A ha diretto per nove stagioni sommando 69 presenze, l'ultima delle quali a Genova il 19 maggio 1974, ovvero Genoa-Napoli (1-2). Ha diretto anche 15 incontri di Coppa Italia.
Nell'anno 1966 è stato insignito del Premio Florindo Longagnani, un riconoscimento assegnato al miglior arbitro esordiente nel massimo campionato italiano.
Dal 1970, quando ancora arbitrava, fino al 1985, è stato il presidente della sezione A.I.A. di Monza.